# Liste der Monuments historiques in Boissy-Saint-Léger
Die Liste der Monuments historiques in Boissy-Saint-Léger führt die Monuments historiques in der französischen Stadt Boissy-Saint-Léger auf.

## Liste der Bauwerke
| Bezeichnung                   | Beschreibung | Standort                      | Kennzeichnung | Schutzstatus                  | Datum               | Bild           |
| ----------------------------- | ------------ | ----------------------------- | ------------- | ----------------------------- | ------------------- | -------------- |
| Château de Grosbois (Schloss) |              | Allée du Moulin (Lage)        | PA00079849    | Inscrit Classé Inscrit Classé | 1933 1948 1964 2014 | weitere Bilder |
| Château du Piple (Schloss)    |              | Chemin de la Pompadour (Lage) | PA00079850    | Inscrit                       | 1975                | weitere Bilder |

## Liste der Objekte
- Monuments historiques (Objekte) in Boissy-Saint-Léger in der Base Palissy des französischen Kultusministeriums